# Ettore Tibaldi (zoologo)
Ettore Tibaldi (Bergamo, 17 marzo 1943 – Senigallia, 24 agosto 2008) è stato uno zoologo, etologo e ambientalista italiano.
Si è laureato in Scienze Biologiche nel 1966 all'Università di Milano. È stato docente al dipartimento di biologia dell'Università degli Studi di Milano e dal 2006 ha insegnato zoologia alla Università di Scienze Gastronomiche di Pollenzo e Colorno. I suoi studi si sono indirizzati in particolare alle relazioni tra gli uomini e il mondo animale.
È stato attivo nella cooperazione internazionale ed è stato tra i fondatori, nel 1985, del Cesvi.
Ha scritto articoli di divulgazione per riviste come Airone e Gardenia e testi per trasmissioni alla radio, come La fattoria degli animali su Radio Popolare, e alla televisione.
Tra le sue opere si possono ricordare Uomini e bestie: il mondo salvato dagli animali (Milano: Feltrinelli, 1998) e Cibo d'Africa: percorsi alimentari dal Sahara a Soweto (Bra: Slow Food, 2006).
Nel novembre 2008 viene presentata una testimonianza in ricordo di Ettore Tibaldi presso la Facoltà di Scienze MM.FF.NN. dell'Università degli Studi di Milano, contenente il contributo di diversi autori .